# Séricourt
Séricourt és un municipi francès situat al departament del Pas de Calais i a la regió dels Alts de França. L'any 2007 tenia 52 habitants.

## Demografia

### Població
El 2007 la població de fet de Séricourt era de 52 persones. Hi havia 16 famílies de les quals 8 eren parelles sense fills i 8 parelles amb fills.
La població ha evolucionat segons el següent gràfic:
Habitants censats

### Habitatges
El 2007 hi havia 27 habitatges, 18 eren l'habitatge principal de la família, 5 eren segones residències i 4 estaven desocupats. Tots els 27 habitatges eren cases. Dels 18 habitatges principals, 16 estaven ocupats pels seus propietaris i 2 estaven llogats i ocupats pels llogaters; 6 tenien quatre cambres i 13 en tenien cinc o més. 17 habitatges disposaven pel capbaix d'una plaça de pàrquing. A 8 habitatges hi havia un automòbil i a 11 n'hi havia dos o més.

### Piràmide de població
La piràmide de població per edats i sexe el 2009 era:
| Homes | Edats   | Dones |
| ----- | ------- | ----- |
| 0     | 95 o +  | 0     |
| 0     | 90 a 94 | 0     |
| 0     | 85 a 89 | 0     |
| 0     | 80 a 84 | 0     |
| 0     | 75 a 79 | 0     |
| 0     | 70 a 74 | 0     |
| 0     | 65 a 69 | 0     |
| 8     | 60 a 64 | 4     |
| 0     | 55 a 59 | 0     |
| 0     | 50 a 54 | 0     |
| 4     | 45 a 49 | 0     |
| 0     | 40 a 44 | 4     |
| 0     | 35 a 39 | 0     |
| 8     | 30 a 34 | 0     |
| 0     | 25 a 29 | 8     |
| 0     | 20 a 24 | 0     |
| 0     | 15 a 19 | 4     |
| 0     | 10 a 14 | 4     |
| 0     | 5 a 9   | 4     |
| 8     | 0 a 4   | 0     |

## Economia
El 2007 la població en edat de treballar era de 35 persones, 26 eren actives i 9 eren inactives. De les 26 persones actives 22 estaven ocupades (12 homes i 10 dones) i 5 estaven aturades (5 homes). De les 9 persones inactives 3 estaven jubilades, 2 estaven estudiant i 4 estaven classificades com a «altres inactius».
Activitats econòmiques
Dels 3 establiments que hi havia el 2007, 1 era d'una empresa de comerç i reparació d'automòbils i 2 d'empreses de serveis.
L'any 2000 a Séricourt hi havia 3 explotacions agrícoles que ocupaven un total de 222 hectàrees.

## Poblacions més properes
El següent diagrama mostra les poblacions més properes.